# Bolešov
Bolešov (Hongaars: Bolesó) is een Slowaakse gemeente in de regio Trenčín, en maakt deel uit van het district Ilava.
Bolešov telt 1.510 inwoners.